# Cal Soci
Cal Soci és una masia de Perafita (Lluçanès) inclosa a l'Inventari del Patrimoni Arquitectònic de Catalunya.

## Descripció
Edifici de dos pisos i golfes, de planta rectangular i coberta a doble vessant distribuïda en tres teulades, la del mig (que cobreix les golfes) és a doble vessants i les dues laterals, una mica més baixes prolonguen els baixants de la central donant a la casa un aspecte de tres naus. L'ordenació de la façana està feta amb una porta central i dues finestres al primer pis i tres finestres, descentrades, al segon. A la part central de les golfes hi ha una fines en forma d'arcada.

## Història
L'estructura de la casa data del 1783 tot i que part de la zona baixa de la casa conserva la coberta de la volta possiblement d'una construcció més antiga.